# Marion Junge

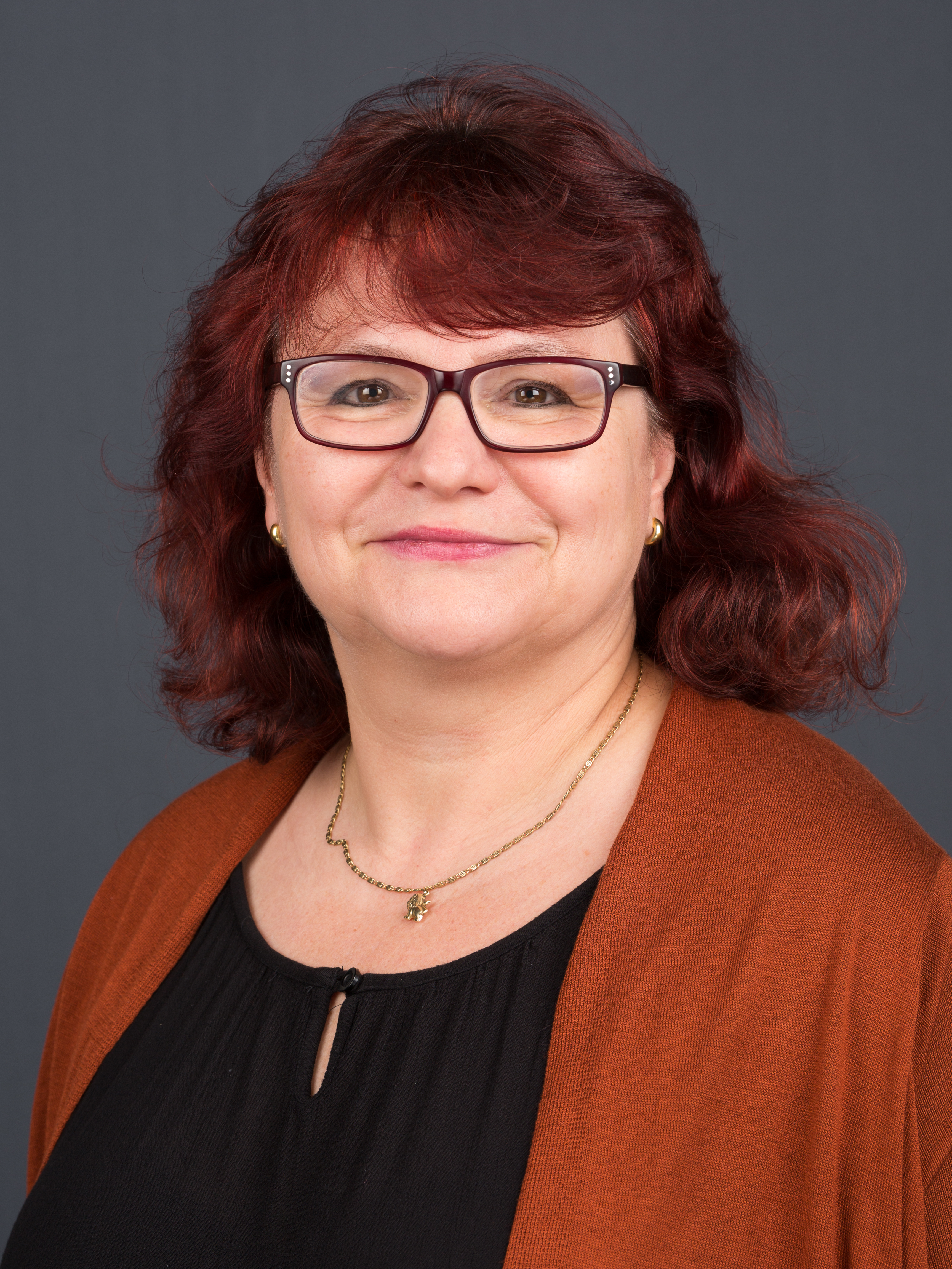
Marion Junge 2016

Marion Junge (* 24. Juli 1963 in Leipzig) ist eine deutsche Politikerin (Die Linke). Im September 2009 zog sie für die Linke in den Landtag von Sachsen ein, dem sie bis 2019 angehörte.
Junge besuchte die Erweiterte Oberschule in Leipzig und machte 1982 das Abitur. Danach studierte sie bis 1987 an der Pädagogischen Hochschule in Potsdam und schloss als Diplomlehrerin ab. Anschließend arbeitete sie bis zu ihrem Einzug in den Landtag als Lehrerin für Mathematik, Geografie und Gemeinschaftskunde.
Junge wurde 1989 Mitglied der SED und danach der PDS und der Linken. Sie ist seit 1990 Stadträtin in Kamenz und dort auch seit 2003 Fraktionsvorsitzende und war von 2004 bis zu ihrem Rücktritt 2018 stellvertretende Oberbürgermeisterin. Im September 2009 zog sie für die Linke in den Landtag von Sachsen ein. Dort war sie bis 2014 Mitglied im Innenausschusses.
Im September 2014 wurde Marion Junge über die Landesliste der Linken erneut in den Sächsischen Landtag gewählt und war Obfrau im Petitionsausschuss und Mitglied im Schulausschuss.